# Ministre en chef du Pendjab
Le ministre en chef du Pendjab est le chef du gouvernement de la province du Pendjab au Pakistan.

## Liste
| Ministre en chef                | Début de mandat   | Fin de mandat     | Parti politique                       |
| ------------------------------- | ----------------- | ----------------- | ------------------------------------- |
| Iftikhar Hussain Khan (en)      | 15 août 1947      | 25 janvier 1949   | Ligue musulmane                       |
| Gouverneur                      | 25 janvier 1949   | 5 avril 1951      |                                       |
| Mian Mumtaz Daultana (en)       | 15 avril 1951     | 3 avril 1953      | Ligue musulmane                       |
| Feroz Khan Noon                 | 3 avril 1953      | 21 mai 1955       | Ligue musulmane                       |
| Abdul Hamid Khan Dasti (en)     | 21 mai 1955       | 14 octobre 1955   | Ligue musulmane                       |
| Pakistan occidental             | 14 octobre 1955   | 30 juin 1970      |                                       |
| Loi martiale                    | 1er juillet 1970  | 2 mai 1972        |                                       |
| Miraj Khalid                    | 2 mai 1972        | 12 novembre 1973  | Parti du peuple pakistanais           |
| Ghulam Mustafa Khar (en)        | 12 novembre 1973  | 15 mars 1974      | Parti du peuple pakistanais           |
| Hanif Ramay                     | 15 mars 1974      | 15 juillet 1975   | Parti du peuple pakistanais           |
| Sadiq Hussain Qureshi (en)      | 15 juillet 1975   | 5 juillet 1977    | Parti du peuple pakistanais           |
| Loi martiale                    | 5 juillet 1977    | 9 avril 1985      |                                       |
| Nawaz Sharif                    | 9 avril 1985      | 6 août 1990       | Islami Jamhoori Ittehad               |
| Ghulam Haider Wyne (en)         | août 6, 1990      | 25 avril 1993     | Islami Jamhoori Ittehad               |
| Manzoor Wattoo (1er)            | 25 avril 1993     | 19 juillet 1993   | Ligue musulmane du Pakistan (J)       |
| Manzoor Elahi                   | 19 juillet 1993   | 20 octobre 1993   |                                       |
| Manzoor Wattoo (2e)             | 20 octobre 1993   | 13 septembre 1995 | Ligue musulmane du Pakistan (J)       |
| Sardar Arif Nakai (en)          | 13 septembre 1995 | 3 novembre 1996   | Ligue musulmane du Pakistan (J)       |
| Manzoor Wattoo (en) (3e)        | 3 novembre 1996   | 16 novembre 1996  | Ligue musulmane du Pakistan (J)       |
| Mian Muhammad Afzal Hayat (en)  | 16 novembre 1996  | 20 février 1997   |                                       |
| Shahbaz Sharif (1er)            | 20 février 1997   | 12 octobre 1999   | Ligue musulmane du Pakistan (N)       |
| Gouverneur                      | 11 octobre 1999   | 29 novembre 2002  |                                       |
| Chaudhry Pervaiz Elahi          | 29 novembre 2002  | 18 novembre 2007  | Ligue musulmane du Pakistan (Q)       |
| Shiekh Ijaz Nisar (en)          | 19 novembre 2007  | 11 avril 2008     |                                       |
| Dost Muhammad Khosa (en)        | 12 avril 2008     | 8 juin 2008       | Ligue musulmane du Pakistan (N)       |
| Shahbaz Sharif (2e)             | 8 juin 2008       | 25 février 2009   | Ligue musulmane du Pakistan (N)       |
| Gouverneur                      | 25 février 2009   | 30 mars 2009      |                                       |
| Shahbaz Sharif (2e)             | 30 mars 2009      | 26 mars 2013      | Ligue musulmane du Pakistan (N)       |
| Najam Sethi (en)                | 27 mars 2013      | 7 juin 2013       |                                       |
| Shahbaz Sharif (3e)             | 8 juin 2013       | 8 juin 2018       | Ligue musulmane du Pakistan (N)       |
| Hasan Askari Rizvi (en)         | 8 juin 2018       | 20 août 2018      |                                       |
| Usman Buzdar                    | 20 août 2018      | 30 avril 2022     | Mouvement du Pakistan pour la justice |
| Hamza Shehbaz Sharif (contesté) | 30 avril 2022     | 26 juillet 2022   | Ligue musulmane du Pakistan (N)       |
| Chaudhry Pervaiz Elahi          | 27 juillet 2022   | 22 janvier 2023   | Ligue musulmane du Pakistan (Q)       |
| Mohsin Raza Naqvi               | 22 janvier 2023   | 26 février 2024   |                                       |
| Maryam Nawaz Sharif             | 26 février 2024   | en fonction       | Ligue musulmane du Pakistan (N)       |